# Euderces pusillus
Euderces pusillus là một loài bọ cánh cứng trong họ Cerambycidae.